# Atiq-uz-Zaman
Atiq-uz-Zaman (Urdu عتیق الزماں; * 30. November 1975 in Karatchi, Pakistan) ist ein ehemaliger pakistanischer Cricketspieler, der im Jahr 2020 für die pakistanische Nationalmannschaft spielte. Seit 2023 ist er Trainer der deutschen Cricket-Nationalmannschaft.

## Aktive Karriere
Zaman gab sein First-Class-Debüt in der Saison 1996/97. Als Wicket-Keeper konkurrierte er national mit Moin Khan und Rashid Latif, so dass es bis zur Tour gegen Sri Lanka dauerte, bis er in die Nationalmannschaft berufen wurde. Dort gab er im zweiten Spiel sein Test-Debüt, was jedoch der einzige Test seiner Karriere bleiben sollte. Bei einem Drei-Nationen-Turnier in Singapur im August 2000 folgte gegen Neuseeland sein ODI-Debüt, wobei er drei Spiele bei dem Turnier bestritt. Er wurde für das folgende Trainings-Lager für den ICC KnockOut 2000 in Kenia nominiert, jedoch erhielt er zusammen mit Shahid Afridi und Hasan Raza eine Disziplinarstrafe vom Pakistanischen Verband, als sie zum Ende des Turniers in Singapur mit unautorisierten Personen im Hotelzimmer angetroffen wurden. Eine nachfolgende Untersuchung befand die drei Spieler für unschuldig, was den Verband dennoch nicht von der Strafe Umsetzung der Strafe abhielt. In der nachfolgenden Saison 2000/01 konnte er in der heimischen Saison den Rekord mit den meisten Dismissals brechen, jedoch war die Nationalmannschaft für ihn nicht mehr zu erreichen. Es folgten mehrere Saisons im englischen Clubcricket und ein letzter First-Class-Einsatz in der Quaid-e-Azam Trophy 2007/08 für Sui Southern Gas Company, bevor er seine aktive Karriere beendete.

## Nach der aktiven Karriere
Nach seiner aktiven Karriere verfolgte er eine Karriere als Cricket-Coach. Für die Saison 2020/21 wurde er als Fielding- und Wicket-Keeper-Trainer für das High Performance Centre des pakistanischen Verbandes berufen. Auch trainierte er die Frauen- und einzelne Jugendmannschaften in Lancashire. Im Jahr 2023 wurde er als Trainer der deutschen Nationalmannschaft ernannt. Als solcher führte er das Team beim Qualifikationsturnier für den ICC Men’s T20 World Cup 2024 an.